# Albuñán (kommunhuvudort)
Albuñán är en kommunhuvudort i Spanien.   Den ligger i provinsen Provincia de Granada och regionen Andalusien, i den södra delen av landet, 400 km söder om huvudstaden Madrid. Albuñán ligger 1 117 meter över havet och antalet invånare är 467.
Terrängen runt Albuñán är kuperad åt sydväst, men åt nordost är den platt. Runt Albuñán är det glesbefolkat, med 10 invånare per kvadratkilometer. Närmaste större samhälle är Guadix, 8,0 km norr om Albuñán. Omgivningarna runt Albuñán är i huvudsak ett öppet busklandskap.